# Tapuri

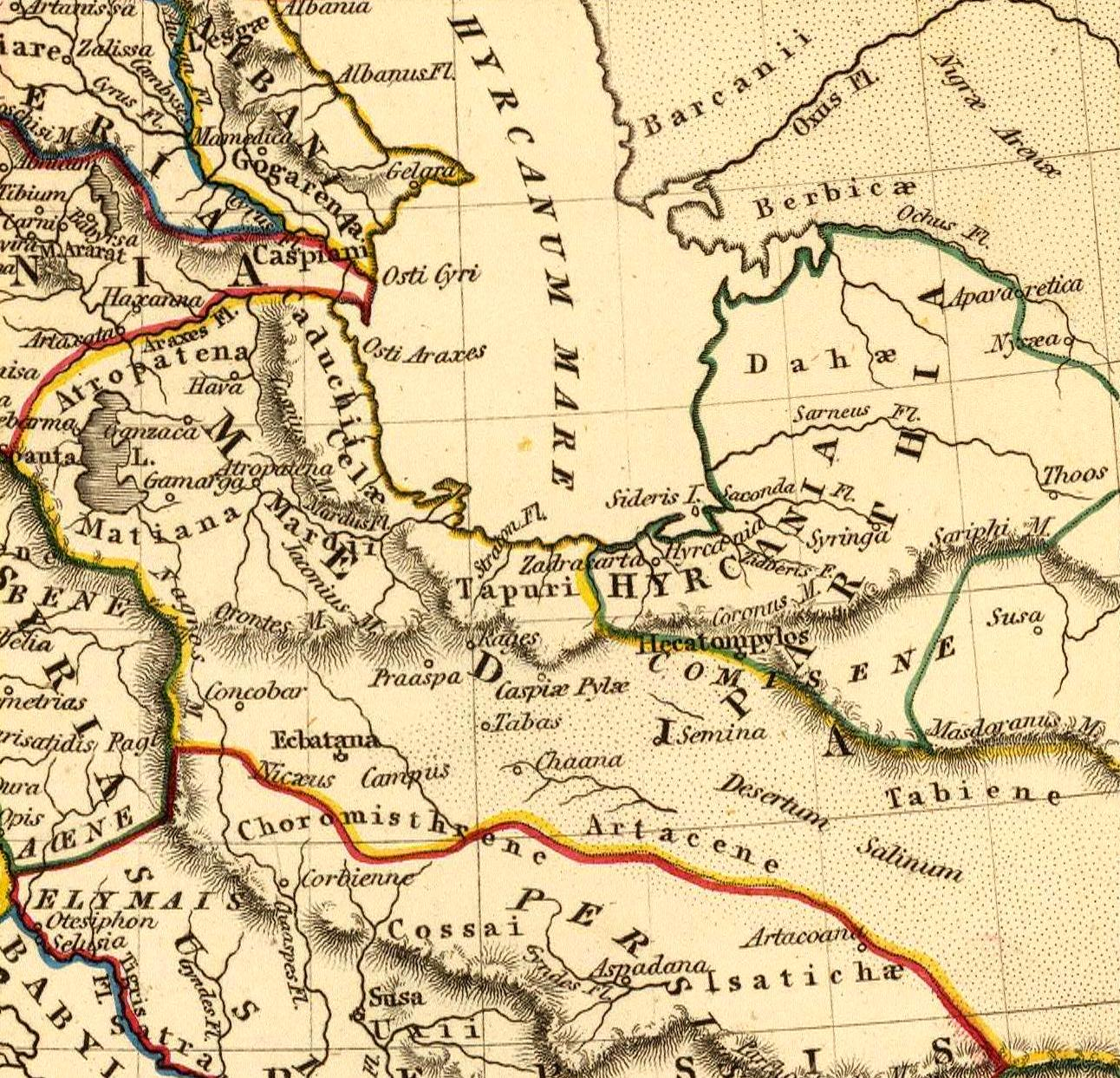
Ubicación de Tapuri, entre Amardus e Hyrcania

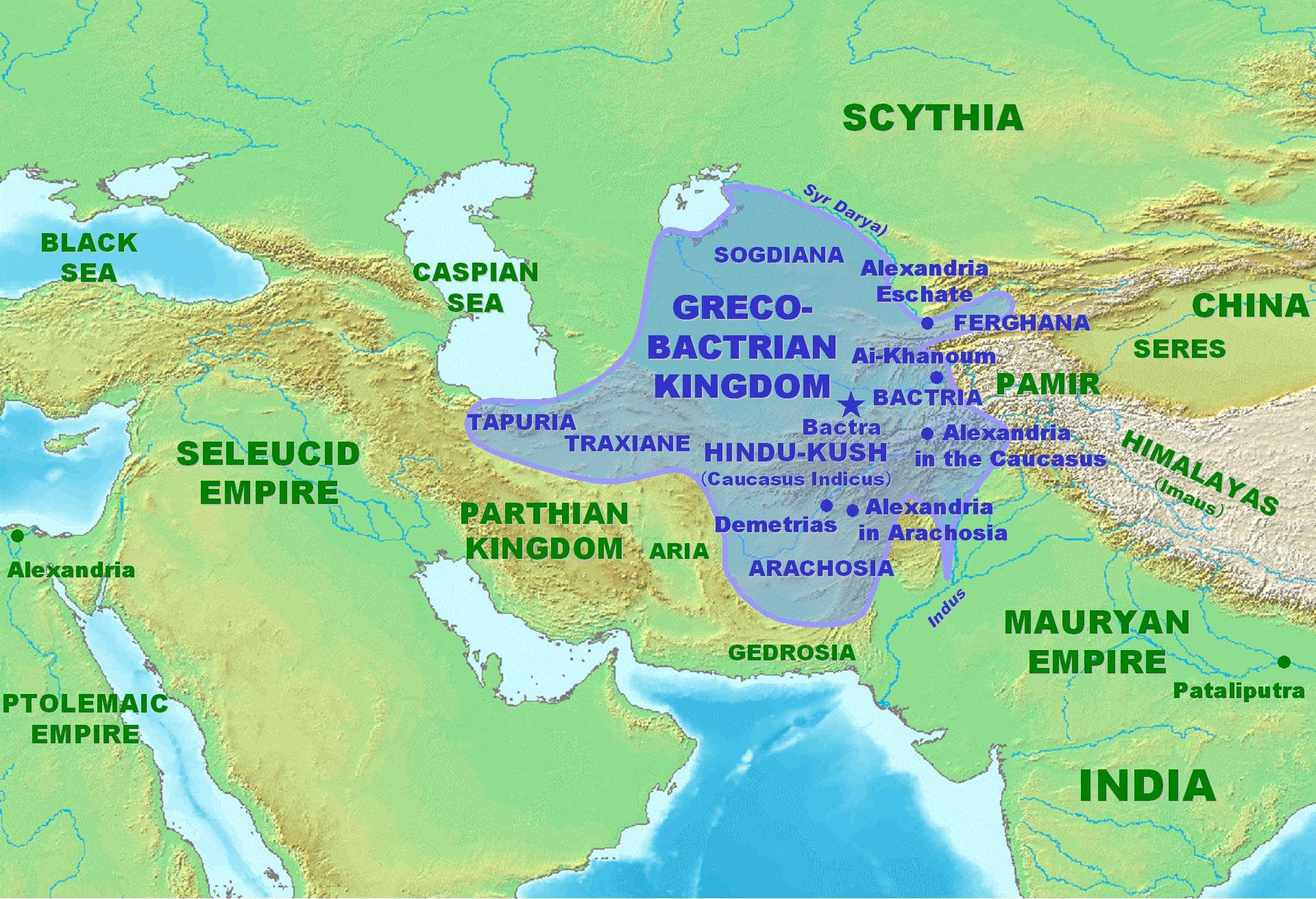
Mapa del reino grecobactriano con Tapuria claramente situada en la costa sur del mar Caspio

Tapuri o Tapyri es el nombre de una tribu que habitó los medos al sur del mar Caspio mencionada por Ptolomeo y Arriano. Ctesias se refiere a la tierra de Tapuri entre las dos tierras de Cadusii e Hyrcania. Los Tapuri fueron una de las tribus dominadas por Nino durante el período helenístico.

## Distribución
El nombre y las probables viviendas de los Tapuri parecen haberse extendido, en diferentes períodos de la historia, a lo largo de un amplio espacio del país desde Armenia hasta el lado oriental del Oxus. Strabo los ubica junto a las Puertas del Caspio y Rhagae, en Partia o entre Derbices e Hyrcani o en compañía de los Amardi y otras personas a lo largo de las orillas del sur del Caspio; en cuya última opinión se puede considerar que Curtius, Dionisio y Plinio coinciden. 
Arriano llama a las montañas tierra adentro desde la costa de Hyrcania las "montañas tapurianas", en honor al gentilicio que se asentó en las montañas entre los Derbices y los Hyrcanii. (Str., 11.9.1, 11.11.8). Se extienden hacia las Puertas del Caspio y Rhaga en Media (Ptol., 6.2.6). Estos Tapuri occidentales podrían haber sido el resultado de una división tribal al norte del río Sarnius/Atrak; otro grupo, quizás ancestral, los Tapurei, se asienta por Ptolomeo (6.14.12) en Escitia. El resto se movió hacia el sur y el este hacia Margiana ("entre Hyrcani y Arii", Str., 11.8.8; Ptol., 6.10.2) a lo largo del río Ochus/Arius (mod. Tejen/Hari-rud) hacia Aria ( cf. Polyb., 10.49). El Tapuri en el Caspio podría, alternativamente, representar una migración posterior hacia el oeste a lo largo de la carretera principal este-oeste desde Margiana. Estos Tapuri proporcionaron 1.000 jinetes para la batalla de Gaugamela. Alejandro Magno luego los sometió (Arr., An. 3.23.1-2; Polyb., 5.44.5; Curt., 6.4.24-25). Un sátrapa separado los guio en el momento de la llegada de Alejandro, y a este funcionario también se le asignó el Caspian Mardi. (Arr., An. 3.22.7, 24.3; 4.18.2).]
Ptolomeo en un lugar los cuenta entre las tribus de Media,  y en otro los atribuye a Margiana.  Su nombre se escribe con algunas diferencias en diferentes autores; así Τάπουροι y Τάπυροι aparecen en Estrabón; Tapuri en Plinio y Curtius; Τάπυρροι en Steph. B. sub voce No cabe duda de que de ellos deriva su nombre el actual distrito de Tabaristán. Aelian da una descripción peculiar de los Tapuri que habitaban en Media.
Ptolomeo se refiere a dos tribus diferentes con nombres similares. La primera tribu, llamada Tapuri, vivía en los medos al sur del mar Caspio. La segunda tribu, llamada Tapurei, vivía en la tierra de los escitas.  Según la Enciclopedia Iranica, el origen de los Tapurei llegó hasta las montañas de la tierra de Hyrcania.
Este clan Tapuri proporcionó 1.000 jinetes para la batalla de Gaugamela como Ejército del Imperio Aqueménida, aparentemente alineados con los Hyrcanii (los “Topeiri”, Arr., An. 3.8.4) (Curt., 3.2.7)
Según Arrian, un grupo de Tapurs vivió entre los Hyrcanians y Amards durante los períodos de Achaemenid y Alexander . Alexander obedeció a los Tapurs y fue a la batalla con Amard y los derrotó. Alejandro luego anexó la tierra de Amard a la tierra de Tapur. Satrap Tapur estaba bajo el gobierno de Autophradates.

### General
- History of Tabaristan, Muhammad B. al-Hasan B. Isfandiyár